# 仲本賢優
仲本 賢優（なかもと けんゆう、1997年11月21日 - ）は、日本の男子バレーボール選手。

## 来歴
沖縄県中頭郡西原町出身。父と姉の影響でバレーボールを始める。
西原高等学校、日本体育大学を経て、2019年末にパナソニックパンサーズの内定選手となった。2020年入団。
2022年、日本代表登録メンバーに選出された。日本代表としてAVCカップに出場した。
2024年2月17日、エントリオで開催されたV1男子のウルフドッグス名古屋戦で、ネットポールに配置されたテレビ中継用カメラが外れ仲本の額に直撃し負傷した。前額部裂創（6針縫合）の負傷と診断された。

## 人物
- 姉はミス・スプラナショナル2018日本代表の仲本百合香で、百合香も学生時代にバレーボールをしていた[9]。

## 所属チーム
- 西原高等学校
- 日本体育大学
- パナソニックパンサーズ/大阪ブルテオン（2020年-）

## 球歴
- 日本代表 （2022年-）
  - AVCカップ - 2022年